# Hunstanton
Hunstanton is een civil parish in het bestuurlijke gebied King's Lynn en West Norfolk, in het Engelse graafschap Norfolk met 1869 inwoners.

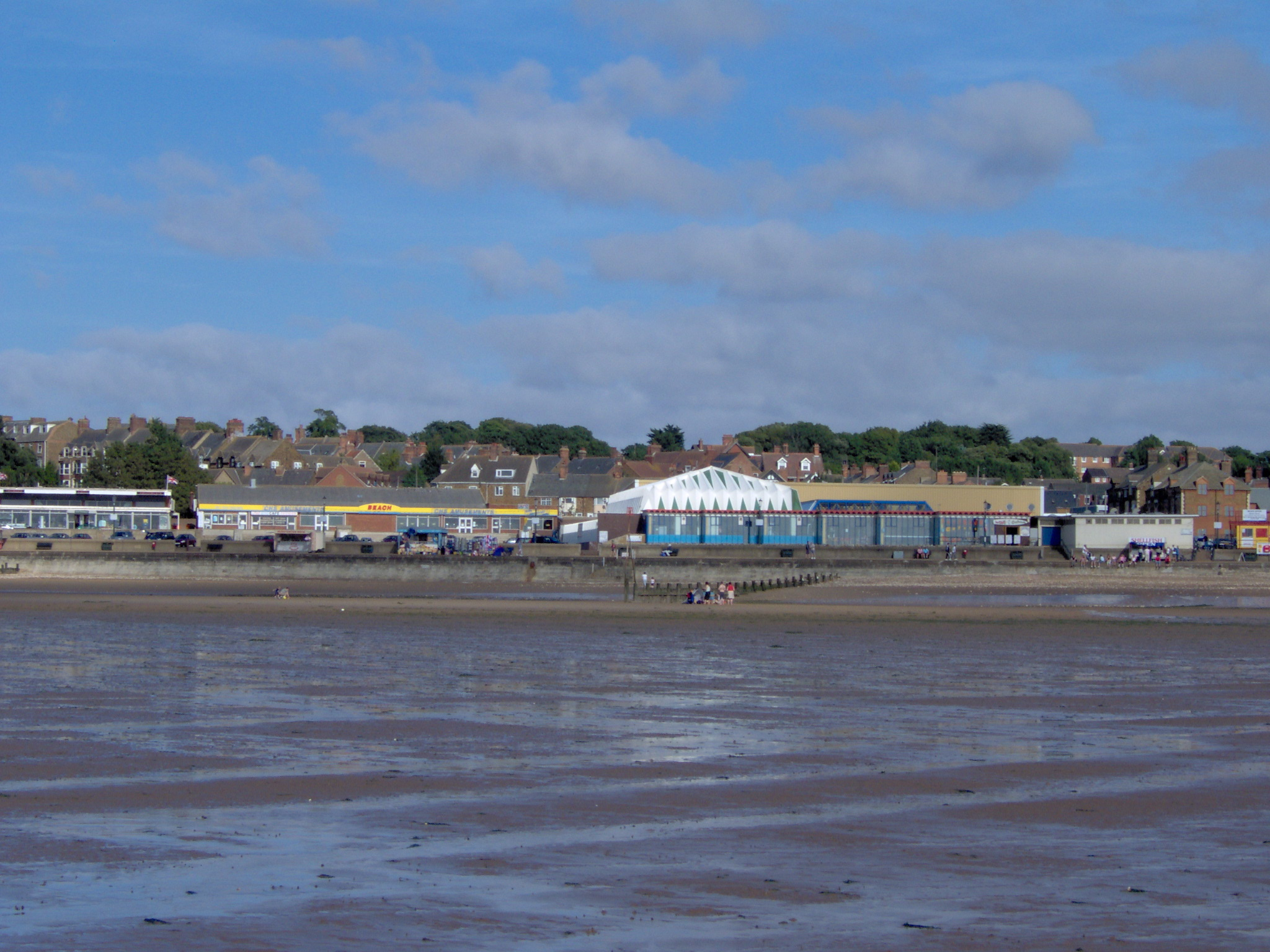
Hunstanton
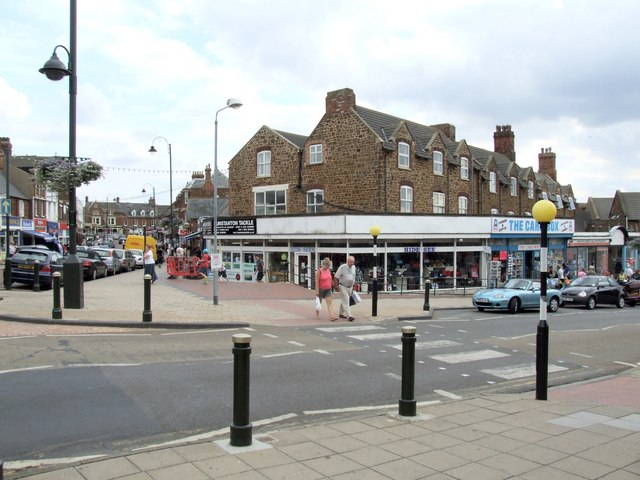
Greevegate, Hunstanton
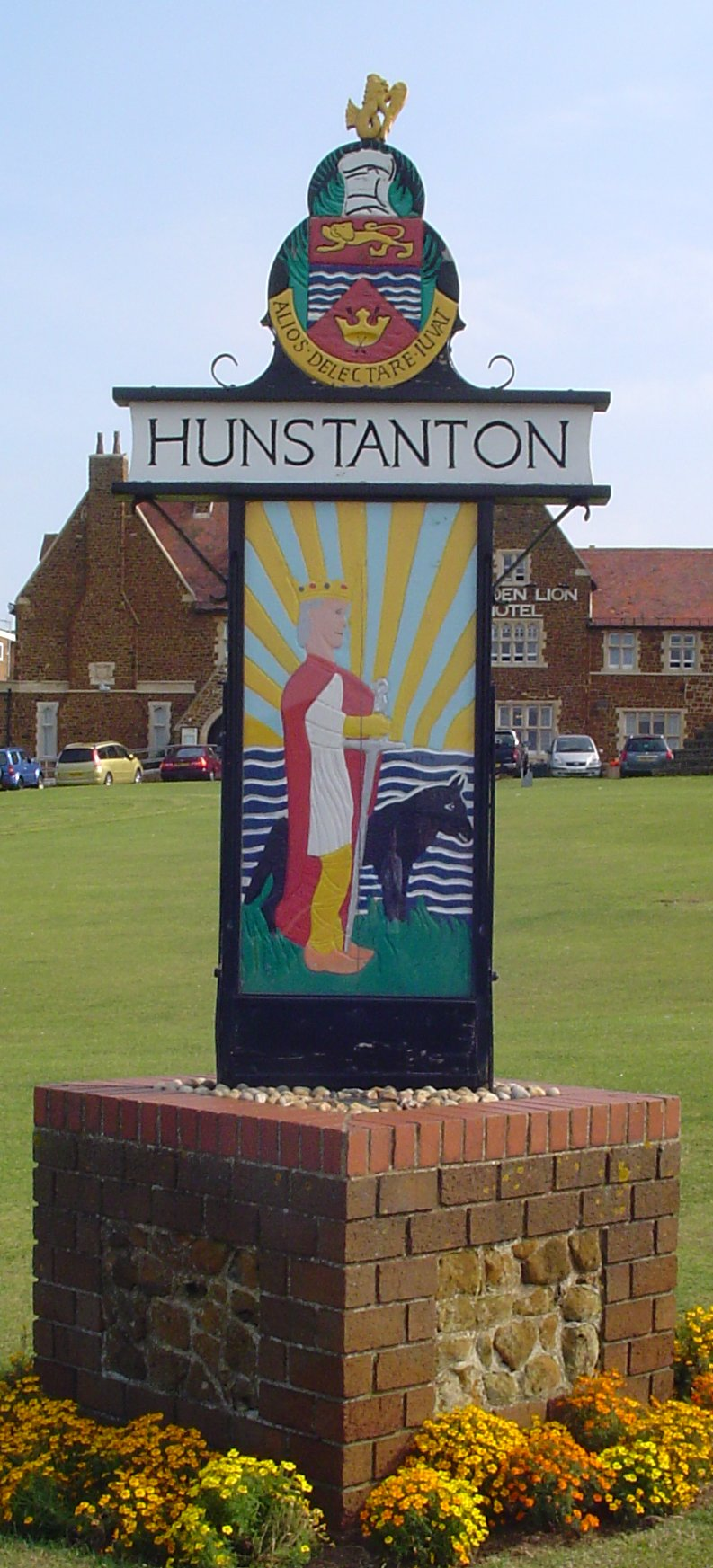
Town Sign